# Bredene Koksijde Classic 2019
La 9.ª edición de la clásica ciclista Bredene Koksijde Classic fue una carrera en Bélgica que se celebró el 22 de marzo de 2019 sobre un recorrido de 199,5 kilómetros con inicio el municipio de Bredene y final en la ciudad de Koksijde.
La carrera formó parte del UCI Europe Tour 2019, dentro de la categoría 1.HC. El vencedor fue el alemán Pascal Ackermann del Bora-Hansgrohe seguido del noruego Kristoffer Halvorsen del Sky y el colombiano Álvaro Hodeg del Deceuninck-Quick Step.

## Equipos participantes
Tomaron parte en la carrera 23 equipos: 8 de categoría UCI WorldTeam; 14 de categoría Profesional Continental; y 1 de categoría Continental. Formando así un pelotón de 154 ciclistas de los que acabaron 137. Los equipos participantes fueron:
| WorldTeams (8)- Deceuninck-Quick Step - Sky - Bora-hansgrohe - CCC Team - Trek-Segafredo - Lotto Soudal - UAE Team Emirates - Katusha-Alpecin Equipos continentales profesionales (14)- Cofidis, Solutions Crédits - Androni Giocattoli-Sidermec - Wanty-Groupe Gobert - Roompot-Charles - Direct Énergie - Israel Cycling Academy - Sport Vlaanderen-Baloise - Vital Concept-B&B Hotels - Delko-Marseille Provence - Wallonie Bruxelles - Hagens Berman Axeon - Burgos-BH - Corendon-Circus - Riwal Readynez Equipo continental- Cibel-Cebon |
| |

## Clasificación final
- Las clasificaciones finalizaron de la siguiente forma:[3]

| \| Clasificación general \| Clasificación general \| Clasificación general \| Clasificación general \| Clasificación general \| \| Ciclista \| Ciclista \| Equipo \| Tiempo \| \| \| --------------------- \| --------------------- \| ------------------------ \| --------------------- \| --------------------- \| \| 1.º \| Pascal Ackermann \| Bora-Hansgrohe \| 4 h 35 min 47 s \| \| \| 2.º \| Kristoffer Halvorsen \| Team Sky \| + 0 s \| \| \| 3.º \| Álvaro Hodeg \| Deceuninck-Quick Step \| + 0 s \| \| \| 4.º \| Szymon Sajnok \| CCC Team \| + 0 s \| \| \| 5.º \| Timothy Dupont \| Wanty-Gobert \| + 0 s \| \| \| 6.º \| Sasha Weemaes \| Sport Vlaanderen-Baloise \| + 0 s \| \| \| 7.º \| Lawrence Naesen \| Lotto-Soudal \| + 0 s \| \| \| 8.º \| Simone Consonni \| UAE Team Emirates \| + 0 s \| \| \| 9.º \| Thomas Boudat \| Direct Énergie \| + 0 s \| \| \| 10.º \| Rudy Barbier \| Israel Cycling Academy \| + 0 s \| \| |                      |                          |                 |
| |                      |                          |                 |
| Fuente: ProCyclingStats |                      |                          |                 |
| Clasificación general |                      |                          |                 |
| Ciclista | Ciclista             | Equipo                   | Tiempo          |
| 1.º | Pascal Ackermann     | Bora-Hansgrohe           | 4 h 35 min 47 s |
| 2.º | Kristoffer Halvorsen | Team Sky                 | + 0 s           |
| 3.º | Álvaro Hodeg         | Deceuninck-Quick Step    | + 0 s           |
| 4.º | Szymon Sajnok        | CCC Team                 | + 0 s           |
| 5.º | Timothy Dupont       | Wanty-Gobert             | + 0 s           |
| 6.º | Sasha Weemaes        | Sport Vlaanderen-Baloise | + 0 s           |
| 7.º | Lawrence Naesen      | Lotto-Soudal             | + 0 s           |
| 8.º | Simone Consonni      | UAE Team Emirates        | + 0 s           |
| 9.º | Thomas Boudat        | Direct Énergie           | + 0 s           |
| 10.º | Rudy Barbier         | Israel Cycling Academy   | + 0 s           |

## UCI World Ranking
La Bredene Koksijde Classic otorgó puntos para el UCI Europe Tour 2019 y el UCI World Ranking, este último para corredores de los equipos en las categorías UCI WorldTeam, Profesional Continental y Equipos Continentales. Las siguientes tablas son el baremo de puntuación y los 10 corredores que obtuvieron más puntos:
| Posición              | 1.º | 2.º | 3.º | 4.º | 5.º | 6.º | 7.º | 8.º | 9.º | 10.º | 11.º | 12.º | 13.º | 14.º | 15.º | 16.º-30.º | 31.º-40.º |
| Clasificación general | 200 | 150 | 125 | 100 | 85  | 70  | 60  | 50  | 40  | 35   | 30   | 25   | 20   | 15   | 10   | 5         | 3         |

| Clasificación |                      |                          |         |
| Posición      | Ciclista             | Equipo                   | General |
| ------------- | -------------------- | ------------------------ | ------- |
| 1.º           | Pascal Ackermann     | Bora-Hansgrohe           | 200     |
| 2.º           | Kristoffer Halvorsen | Sky                      | 150     |
| 3.º           | Álvaro Hodeg         | Deceuninck-Quick Step    | 125     |
| 4.º           | Szymon Sajnok        | CCC                      | 100     |
| 5.º           | Timothy Dupont       | Wanty-Gobert             | 85      |
| 6.º           | Sasha Weemaes        | Sport Vlaanderen-Baloise | 70      |
| 7.º           | Lawrence Naesen      | Lotto Soudal             | 60      |
| 8.º           | Simone Consonni      | UAE Emirates             | 50      |
| 9.º           | Thomas Boudat        | Direct Énergie           | 40      |
| 10.º          | Rudy Barbier         | Israel Cycling Academy   | 35      |